# 帳台構え
帳台構え（ちょうだいがまえ）とは、書院造の上段の間（框によって床を高くした座敷）に設けられる装飾的な出入り口のこと。通常、敷居を畳より一段上げ、鴨居は長押より一段低く設け、重厚華美に装飾した4枚の襖を入れる。
「構え」とは建築物における設備や機能の意。

## 解説

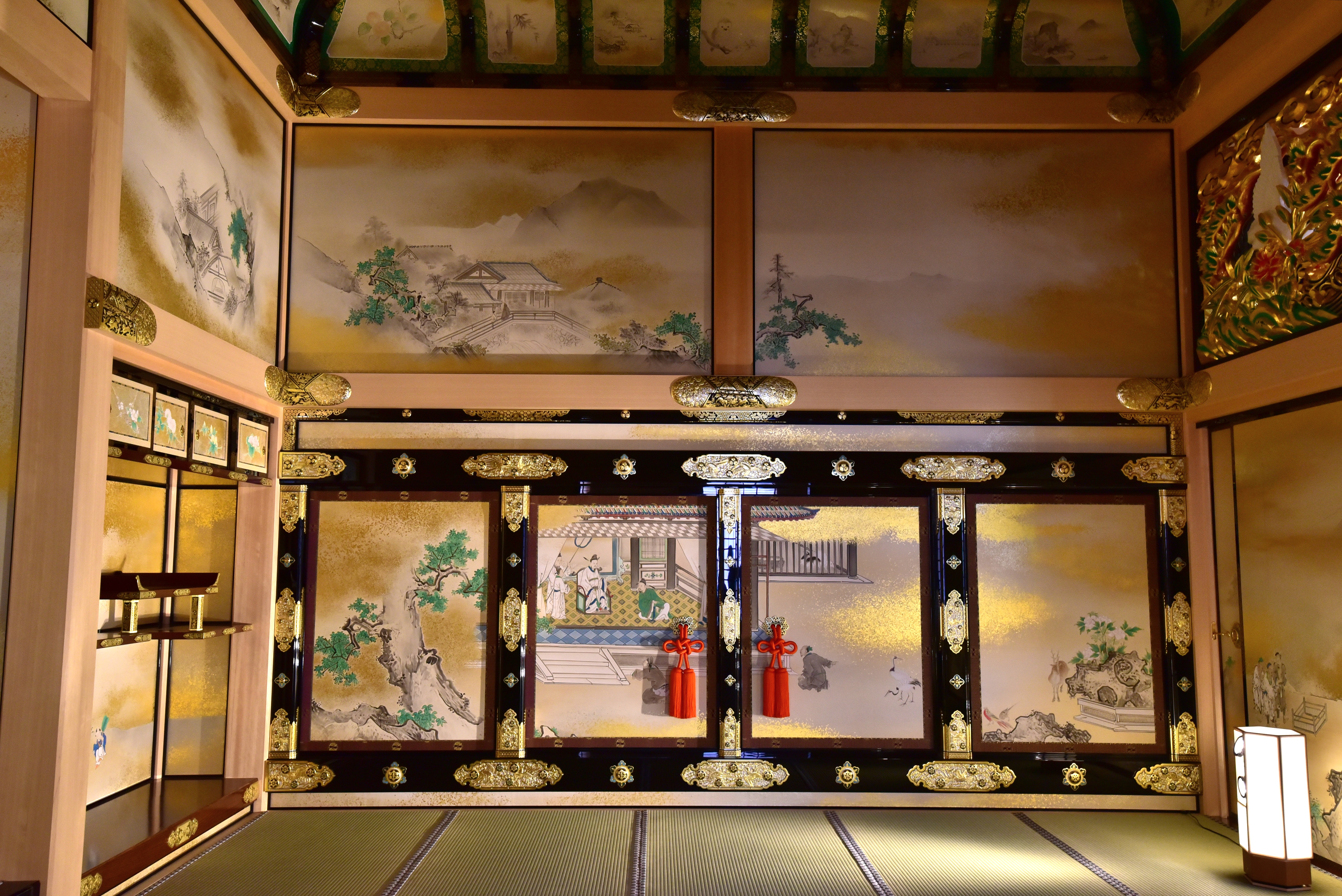
帳台構え（名古屋城本丸御殿）

書院造の上段の間は、正面に床と床脇棚が並び、広縁の側に付書院、そしてその反対側に帳台構えを設ける。帳台構えは敷居を畳より一段上げ、鴨居を長押より一段低く設けた区画に4枚の襖絵を入れる。中央の二枚は左右に引き分けることができるが、外側の二枚は嵌め殺しとなっている。引手には組緒を総角（あげまき）に結び端に房を付けて提げ、帳台構えの敷居鴨居とその間に立てられている縁（ふち）はすべて黒塗りとし、その上から金鍍金の金具を打ちつける。
帳台構えはもとは寝殿造に起源を持つ設備である。江戸時代に伊勢貞丈が有職故実について記した『貞丈雑記』巻之十四には、「御帳台の事」という項目がある。
「御帳台（ミチヤウダイ）の事。是は主殿〈即寝殿の事〉の御座のうしろにある座敷の名也。其座敷より主殿の御座へ出給ふ所の口に御帳を垂るゝ故、御帳台と云也。御帳とは神前などの御帳の如し」
「これを俗に納戸構（ナンドカマヘ）と云なり。納戸には調度〈調度とは道具の事也〉を置く故、御調台とも書也。御調度台の中略也。されども、御帳台と書くを本とする也」
「御帳台は用心のために兵士を隠し入れおく所也と云は非也。只納戸の心也。兵士などをかくし置べき事は、其主人々々の心によるべし。是法式にて如此するといふ事にてはなし。又、帳台は一段高くする也。」
とあり、また同巻「塗籠」（ぬりごめ）の項目には、
「按に、塗籠は帳台の事なり。一ツ所也。帳台は、主人常に寝る所にて、それにつづきて納殿有て諸道具を納め置。又帳台は寝所なる故、用心の為に壁にてぬり籠る也」
ともある。
寝殿造はもともと内部間仕切のない大広間様式であり、そのなかで唯一、三方を壁で囲い一方を出入り口とした塗籠という部屋が寝室であり納戸でもあった。この塗籠の中にほんらいは帳（ちょう）を置いて寝た。帳とは、帳台という低い台の四隅に柱を立て周囲にとばりを垂らし、几帳も据えた可動式の寝所である。しかし平安中期以降の貴族の邸宅では、帳は塗籠から母屋に出して使われた。書院造様式の帳台構えは、当初はこの帳を置かなくなった塗籠に引戸の襖障子を出入り口とした部屋が「帳」の代わりという意で帳代ともいわれ、寝室としても利用された。この寝室としての利用は、戦乱期の主人の万一のための身の安全を確保するものであった。
やがて室町期も安定期になると、寝室としての利用よりも納戸として重要な什器や武具が収納されたようである。また気の許せない来客には武者を隠しておき、万一に備えたという。さらに時代が安定してくると帳台構えは本来の機能上の役割があいまいとなり、三方の壁を塗籠めることもなくなり地位権力権威を象徴する装飾設備として継承された。ただし帳台構えは内裏常御所においても剣璽を置く部屋の出入り口に設けられており、その様子は現在の京都御所の常御所にもうかがえる。

## 注
1. 1 2  著者：内田祥哉　編者： 門脇耕三、藤原徹平、戸田譲、YKK AP窓研究所『内田祥哉　窓と建築ゼミナール』鹿島出版会、2017年。
2. ↑  以上引用した原文には句読点がないが、読解の便を考え仮に付した。また（　）の括弧は原文にあるルビ、〈　〉の括弧は原文では割注となっている所である。
3. ↑  これを浜床（はまゆか）とも称したが、のちにこの帳全体を帳台と呼ぶようになった。

## 関係項目
- 書院造
- 帳台